# Jim Brass
Pour les articles homonymes, voir Brass (homonymie).
Le Capitaine James « Jim » Brass est un personnage fictif incarné par l'acteur Paul Guilfoyle dans la série télévisée américaine Les Experts (CSI : Crime Scene Investigation en anglais).

## Biographie
D'abord policier dans le New Jersey, il a ensuite dirigé l'unité scientifique de la police de Las Vegas avant de passer la main à Gil Grissom lors de l'épisode 2 de la série (Un Millionnaire malchanceux), après l'assassinat d'Holly Gribbs. Il occupe maintenant un poste de capitaine à la brigade criminelle et travaille en collaboration étroite avec ses anciens collègues, même s'il reste un policier « traditionnel ». Il est souvent le premier arrivé sur les lieux du crime, informant l'équipe d'experts de la situation. C'est aussi Jim qui dirige la plupart des interrogatoires, avec un humour sarcastique et noir, assez amusant pour le téléspectateur et déroutant pour le suspect. Selon ce qu'il a avoué à Sara Sidle à propos de l'alcool, il semblerait qu'il ait également traversé une période difficile de consommation d'alcool à une certaine époque. Il a été marié et a une fille, dont il n'est pas le père biologique, Ellie Rebecca Brass, qui se prostitue à Los Angeles. Dans une fusillade, il tue par accident un policier. À la suite d'une blessure par balle, il obtient sa seconde décoration en tant que capitaine, ce qui ne le remplit pas de joie car il estime qu'il n'a pas agi de façon professionnelle sur ce coup.

## Apparitions
Il apparait dans deux épisodes de la suite des Experts, CSI: Vegas.